# Lagenophora pumila
Lagenophora pumila là một loài thực vật có hoa trong họ Cúc. Loài này được (G.Forst.) Cheeseman mô tả khoa học đầu tiên năm 1909.